# Dziesięć kierunków
Dziesięć kierunków – w pismach buddyjskich wyrażenie oznaczające „cały świat” lub „cały kosmos”. Dosłownie odnosi się do czterech kierunków głównych (północ, wschód, południe i zachód) czterech pośrednich (północny wschód, południowy wschód, południowy zachód i północny zachód) oraz górnego i dolnego.
Według pism buddyjskich, we wszystkich kierunkach w całym wszechświecie istnieją krainy Buddy. Wyrażenie „Buddowie dziesięciu kierunków” odnosi się do wszystkich Buddów tych krain – często wraz z frazą o trzech bytach (przeszłym, teraźniejszym i przyszłym). „Buddowie dziesięciu kierunków i trzech bytów” oznacza wszystkich Buddów, jacy kiedykolwiek istnieli, w czasie i przestrzeni.